# Kraven
Kraven il Cacciatore (Kraven the Hunter), il cui vero nome è Sergei Nikolaevich Kravinoff, è un personaggio dei fumetti statunitensi pubblicati da Marvel Comics. Creato da Stan Lee (testi) e Steve Ditko (disegni), la sua prima apparizione risale a The Amazing Spider-Man n. 15 nell'agosto 1964. Ha debuttato come avversario di Spider-Man, ma è entrato in conflitto con altri eroi, come Pantera Nera e Tigra. È il fratellastro del Camaleonte e uno dei membri fondatori dei Sinistri Sei.
Kraven è tipicamente ritratto come un rinomato cacciatore di selvaggina il cui obiettivo nella vita è quello di battere Spider-Man per dimostrarsi il più grande cacciatore del mondo. Sebbene sia spesso troppo sicuro delle proprie capacità, di cui si vanta, possiede un grande senso dell'onore e tratta i suoi avversari da pari a pari fino a prova contraria. Per questo motivo, Kraven è stato anche descritto come un antieroe e un alleato di Squirrel Girl e talvolta dello stesso Spider-Man, che è arrivato a rispettare profondamente per le numerose volte in cui ha sconfitto Kraven.
Il personaggio è ampiamente considerato come uno dei nemici più formidabili di Spider-Man, e ha guadagnato una notevole attenzione da trame come L'ultima caccia di Kraven del 1987 e Cacciato del 2019. Nel 2009 Kraven è stato classificato come il 53° più grande cattivo dei fumetti di tutti i tempi da IGN. Il personaggio è apparso in numerosi adattamenti di Spider-Man nel corso degli anni, tra cui serie animate e videogiochi.

## Biografia del personaggio
Kraven nasce a Stalingrado (l'attuale Volgograd) in Russia figlio di Nicolai e Anna Makarova Kravinoff. La sua famiglia emigra successivamente negli Stati Uniti d'America, dove sua madre impazzisce e in seguito si suicida e ben presto il padre muore per alcolismo. Divenuto adulto, conosce Aja Orishe, vedova wakandiana, e lega molto con il figlio Takhar fino a fargli da figura paterna. Affascinato dalla giungla, fanno numerosi viaggi in Africa, dove scopre una pozione che tramite il rito dello yansan-an gli fornisce poteri comparabili a quelli degli animali, come la forza di un elefante, l'agilità di un leopardo e la velocità di un ghepardo. Tornati a New York, fecero il rito alla fine del quale Kraven dopo 4 giorni di morte apparente, rinvenne instabile mentalmente e si allontanò da Aja dando la colpa a lei portando con sé il figlio. In seguito viene ingaggiato dal Camaleonte per catturare l'Uomo Ragno. Il confronto con quest'ultimo diverrà la sua perenne ossessione, perché viene considerato dal cacciatore una preda più appetibile rispetto a leoni e tigri. In seguito si unisce ai Sinistri Sei e successivamente alla maga Calypso, pur di sconfiggere il tessiragnatele, venendo però sempre sconfitto.
Kraven incontrerà il suo fato nella saga L'ultima caccia di Kraven.

### L'ultima caccia di Kraven
In questa saga, Kraven, che sta ormai invecchiando decide, come ultimo trofeo di caccia, di prendere la testa dell'Uomo Ragno. Spidey, di ritorno dal funerale del suo informatore di crimini Joe Face viene attaccato da Kraven, che dopo averlo drogato gli spara con un fucile, colpendolo in mezzo agli occhi.
Dopo aver seppellito il suo nemico di sempre, Kraven decide allora di sostituirsi a lui per due settimane, uccidendo alcuni criminali e catturando Vermin, un folle essere mezzo uomo e mezzo topo creato da Arnim Zola (un nemico di Capitan America) che Spidey non era riuscito a sconfiggere senza l'aiuto del Capitano, mostrandosi così finalmente superiore a lui.
Spidey intanto si riprende, perché Kraven non gli aveva sparato con una pallottola ma con una siringa piena di una droga che l'aveva mandato in coma, senza ucciderlo. Sepolto vivo, Peter riesce a riemergere solo appellandosi all'amore per sua moglie e la sua voglia di vivere; tuttavia lo shock dovuto alla sepoltura lo farà soffrire per un certo periodo di claustrofobia.
Dopo aver rassicurato sua moglie Mary Jane Watson, raggiunge Kraven e lo sconfigge, ma Kraven non reagisce al pestaggio, dicendogli che lui aveva già vinto, avendo sconfitto il ragno, e lasciato vivo l'uomo; a questo punto libera Vermin, che fugge, e lascia che l'Uomo Ragno lo insegua, in modo da farlo arrestare. Rimasto solo, Kraven, proprio come fece sua madre quand'era bambino, si suicida, avendo finalmente adempiuto al suo compito.

### L'anima del cacciatore
Tre anni dopo l'ultima caccia, l'anima di Kraven torna sulla terra per chiedere aiuto all'Uomo Ragno per poter accedere al paradiso, perché essendosi suicidato gli è stato proibito. L'Uomo Ragno sconfigge la parte cattiva di Kraven ed il cacciatore è finalmente libero di riposare in pace.

### Eredità del cacciatore
Dalla moglie Sasha Aleksandra Nikolaevich, Sergei Kravinoff ebbe un figlio maschio di nome Vladimir ed una figlia femmina di nome Ana Tatiana. Un figlio illegittimo, avuto al di fuori del matrimonio con Sasha Aleksandra Nikolaevich, si chiama Alyosha.
Dmitri Anatoly Nikolayevich Smerdyakov Kravinoff è invece il fratellastro di Sergei. È meglio conosciuto con il nome di Camaleonte. Il Camaleonte uccise un terzo figlio di Kraven dal nome di Nedrocci Tannengarden, il quale cercò di attentare alla vita del fratellastro Alyosha.

### La resurrezione
Sasha Kravinoff e Ana Kravinoff rapirono Madame Web e Mattie Franklin (alias la Donna Ragno) e si celarono nell'ombra dietro una serie di sfide portate a Spider-Man da diversi nemici del calibro di Electro, il Camaleonte, Lizard e Mysterio.
Dopo lo scontro tra l'Uomo Ragno e Lizard ebbe inizio la Tetra Caccia ai Ragni. Uno Spider-Man sfiancato dagli scontri della Sfida combatté contro Ana Kravinoff e Alyosha Kravinoff. Successivamente in un rito sacrificale Sasha Kravinoff uccise Mattie Franklin per riportare in vita il figlio Vladimir, il quale risorse dalla tomba con sembianze leonine.
Spider-Man venne sconfitto dai Kravinoff e, alla loro presenza e quella di Mysterio, venne posto su un tavolo, dove venne ucciso, pugnalato con un coltello. Con la morte dell'Uomo Ragno, Sergei Kravinoff risorse e uscì dalla sua tomba. In realtà i Kravinoff avevano ucciso Kaine, un clone di Spider-Man, ragion per la quale Kraven è resuscitato con sangue impuro.

### Nella tomba
Poco dopo la resurrezione di Kraven, la degenerazione di Kaine è stata curata, e lui ha iniziato una nuova vita a Houston come il nuovo Ragno Rosso. Kraven lo ha seguito, perché voleva morire per mano sua, per rompere la maledizione dell'immortalità.
Kaine è stato assalito da Kraven, che ha cominciato a torturarlo psicologicamente impersonando Ben Reilly, poi con l'aiuto della figlia Ana, ha rapito gli amici del clone per costringerlo a combattere contro di lui. Alla fine, Kaine lo mette K.O. con un colpo mortale al petto, che ha fermato il suo cuore, ma con lo stesso attacco, lo ha riavviato, rompendo apparentemente la maledizione. Dopo la lotta, Kraven e Ana scompaiono.

### Pleasent Hill
Kraven viene catturato dallo S.H.I.E.L.D. e imprigionato all'interno di Pleasant Hill, una città-prigione dove i detenuti avevano le menti e i corpi alterati da un cubo cosmico senziente chiamato Kobik, che li trasformava in cittadini modello. Kraven divenne un guardiano dello zoo fino alla liberazione per mano del barone Zemo. Kraven si mise quindi al suo servizio insieme a Fixer e Trapster, ma con gli altri prigionieri furono sconfitti dai Vendicatori, e dagli agenti S.H.I.E.L.D.

### Secret Empire
Quando l'Hydra conquistò gli Stati Uniti Kraven si unì all'esercito del Barone Zemo. Una volta che Manhattan viene imprigionata nella Forza Oscura, Kraven assale il Daily Bugle cercando di scoprire l'identità di Spider-Man. Fallito il tentativo tenta con J. Jonah Jameson ma viene sconfitto dalla Donna Ragno.

## Poteri e abilità
Ingerendo regolarmente la pozione fatta da varie erbe della giungla senza nome, Kraven si concede abilità fisiche sovrumane, rendendolo una minaccia fisica per Spider-Man, sebbene questi poteri non siano sviluppati come quelli del tessi-ragnatele. Kraven può, infatti, sollevare fino a 2 tonnellate, spiccare da fermo salti di 6 metri per lungo e correre a 110 km/h. Il corpo di Kraven è anche più durevole e più resistente a certe forme di lesioni rispetto al corpo di un normale essere umano. Può resistere a grandi forze di impatto, come cadere da diversi piani o essere ripetutamente colpito da un avversario sovrumanamente forte, che ferirebbe gravemente o ucciderebbe un normale essere umano, con poco o nessun danno a se stesso. Kraven ha un fattore rigenerante di un certo livello, permettendogli di guarire più rapidamente di un normale essere umano anche dalle ferite più gravi o mortali come ad esempio ferite d'armi da fuoco o da taglio e gli concede anche immunità a ogni tipo di malattie, veleni e droghe conosciute all'uomo. Già prima di assumere la pozione Kraven aveva forza, resistenza, agilità, velocità e riflessi molto superiori al normale essere umano, rendendolo perfettamente in grado di spezzare un fucile con facilità e di resistere a molte offese fisiche. Gli effetti della pozione hanno drasticamente alterato il processo di invecchiamento, tant'è che Kraven dovrebbe avere sui 70 anni ma non ne dimostra più di 40.
La pozione migliora la vista, l'udito e l'olfatto di Kraven a livelli sovrumani, aggiungendo alle sue già impressionanti capacità di tracciamento. Può vedere più lontano, e con molta più chiarezza, di un normale essere umano. Il suo udito è similmente potenziato, permettendogli di rilevare suoni che un normale essere umano non può, o suoni che un normale essere umano potrebbe rilevare, ma a distanze molto maggiori. Kraven può usare il suo senso dell'olfatto per rintracciare un bersaglio tramite l'odore, proprio come fanno alcuni animali, anche se l'odore è stato in qualche modo eroso da fattori naturali.
Anche senza i suoi poteri sovrumani, Kraven è un atleta di livello olimpico e un talentuoso stratega, cacciatore e combattente corpo a corpo, esperto nel piazzare trappole e nel tendere agguati. Ha anche una grande conoscenza dei punti di pressione, sia nell'anatomia umana che in molti animali. Può colpire questi gruppi nervosi con estrema precisione, permettendogli di inabilitare avversari o animali più potenti. Ha familiarità con molti veleni esotici e tranquillanti, che usa spesso durante le sue battute di caccia.
Nella testa di leone che orna il suo giubbotto, Kraven ha inserito uno speciale laser che ha effetto immediato e paralizzante. Infine, Kraven era in grado di utilizzare varie erbe per preparare diversi tipi di pozioni dai vari effetti (narcotizzanti, soporiferi e altro) che utilizzava durante i combattimenti. Aveva inoltre a disposizione una vastissima gamma di armi (archi, frecce, dardi, lance, reti), che utilizzava (seppur raramente) in duello, ma utilizzò un fucile soltanto una volta nella sua vita (durante L'ultima caccia di Kraven) poiché riteneva le armi moderne un trucco scorretto e barbaro per un vero cacciatore.

## Altre versioni
Dopo L'anima del cacciatore Kraven ritorna ancora, ma l'Uomo Ragno lo smaschera rivelando che è il Camaleonte, che sostiene di essere il fratello di Kraven. È poi sostituito dal figlio Vladimir, alias Tetro Cacciatore, che viene ucciso. In seguito è sostituito dal fratello Alyosha, alias Al il cacciatore, mutante, che finisce per essere più un alleato che un nemico dell'Arrampicamuri. Al ha però perso i suoi poteri dopo l'M-Day, in seguito agli avvenimenti di House of M. Dopo una breve carriera come eroe mercenario, e un'altrettanto breve comparsa sullo schermo cinematografico hollywoodiano, con l'aiuto dell'Avvoltoio, Al Kravinoff iniziò a mutare comportamento. Cominciò a dare la caccia a tutti i superumani che avevano poteri ispirati al mondo animale. Dopo averli rinchiusi come animali in alcune gabbie, per costituire il suo zoo privato, gli applica un collare-bomba. Con questo terribile strumento uccide Aragorn, il mitico cavallo alato che era stato del Cavaliere Nero. Viene sconfitto dal Punitore che libera involontariamente i criminali dopo averne stesi un paio. La nave-zoo affonda e Al il Cacciatore scappa nelle terre selvagge.
Nella saga Artigli, la Gatta Nera e Wolverine affrontano Kraven, ma viene rivelato che è solo un robot creato da Arcade e la sua fidanzata Coniglia Bianca.

### Versione Ultimate
Kraven appare anche in Ultimate Spider-Man nella sua versione di questa realtà alternativa. Questa versione ha almeno tre differenze rispetto a quella classica:
- Kraven non è esattamente un cacciatore professionista, piuttosto organizza e interpreta reality show sulla caccia (uno dei quali prevede la caccia a Spider-Man);
- in seguito alla sua sconfitta da parte di Spider-Man si è impossessato dell'Amuleto di Giada che lo trasforma in una tigre bianca antropomorfa (prima non aveva nessun superpotere);
- ha una relazione con Betty Brant, segretaria del Daily Bugle.

## Altri media

Kraven il cacciatore interpretato da Aaron Taylor-Johnson nell'omonimo film.

### Cinema

#### Sony's Spider-Man Universe
- Nel maggio 2021 la Sony Pictures ha annunciato l'intenzione di realizzare un adattamento cinematografico di Kraven il cacciatore come protagonista del sesto film del Sony's Spider-Man Universe.[5] Il personaggio è interpretato da Aaron Taylor-Johnson nel film Kraven - Il cacciatore (2024).

#### Camei
- La lancia di Kraven è brevemente visibile nei titoli di coda di The Amazing Spider-Man 2 - Il potere di Electro, come confermato dal regista Marc Webb.[6]
- In Spider-Man: No Way Home (2021), appare una silhouette di Kraven durante l'apertura del Multiverso[7].
- Una variante di Kraven fa una breve apparizione nel film d'animazione Spider-Man: Across the Spider-Verse (2023), come prigioniero della Spider-Society.

#### Progetti cancellati
- Sam Raimi aveva in programma di includere Kraven in un probabile Spider-Man 4 prima della cancellazione del film nel 2010[8].
- Similmente, anche Mark Webb (regista dei due Amazing Spider-Man) prevedeva di includere il cacciatore in The Amazing Spider-Man 3 e nello spin-off dedicato ai "Sinistri Sei", prima della cancellazione del franchising.[9][10]
- Nel 2018 il regista Ryan Coogler rivelò che gli sarebbe piaciuto introdurre il personaggio di Kraven nel MCU facendolo apparire nel suo film Black Panther[11].
- Nel 2019 Jon Watts ammise che gli sarebbe piaciuto includere Kraven nel sequel di Spider-Man: Far from Home[12]. L'idea era quella di usarlo come il cattivo principale nel caso in cui non fosse stato possibile includere nella pellicola (che poi sarebbe divenuta Spider-Man: No Way Home) il concetto di Multiverso[13]. Nella versione finale il personaggio fa solo la sopracitata comparsa fugace in CGI.

### Televisione
Kraven è apparso in diverse serie animate:
- The Marvel Super Heroes del 1966 con la voce di Chris Wiggins[14], come avversario di Iron Man nell'episodio Cliff of Dooms.
- L'Uomo Ragno (1981)
- L'Uomo Ragno e i suoi fantastici amici (1981)
- Spider-Man - L'Uomo Ragno (1994): in questo adattamento Sergei Kravinoff, alias Kraven, non è un vero nemico di Peter. Semplicemente si limita a perseguire i propri scopi, combattendolo solo quando lo intralcia. La sua personalità muta durante la serie grazie all'amore della dottoressa Mariah Crawford (da lui soprannominata Calypso), che in passato gli aveva salvato la vita usando un siero sperimentale che più tardi lo rese selvaggio trasformandolo in Kraven[15]. Nella seconda stagione, su richiesta dell'amata, salva l'Uomo Ragno (trasformato in un ibrido Ragno-Uomo da un agente mutageno) unendo le sue forze a quelle del Punitore[16]. Nella sua ultima apparizione, si allea con l'Uomo Ragno e la Gatta Nera per fermare e curare la sua amata, mutata in una donna-bestia, riuscendo infine a riportarla ad un aspetto umano per poi andare a vivere insieme[17]. Doppiato in originale da Gregg Berger[14], mentre in italiano da Gabriele Carrara (con l'eccezione degli episodi dell'arco La vendetta del mutante nella seconda stagione, dove ha la voce di Diego Reggente)[18]
- Una versione di Kraven appartenente alla Contro-Terra e noto solamente come "Cacciatore" (doppiata in originale da Paul Dobson[14]) appare nella serie animata del 1999 Spider-Man Unlimited come un mercenario al soldo sia dei i ribelli che per l'Alto Evoluzionario.
- Spider-Man: The New Animated Series (2003)
- The Spectacular Spider-Man (2008): il personaggio si fa chiamare inizialmente solo Sergei Kravinoff ed inizia ad usare il nome Kraven solo dopo aver assunto delle abilità e sembianze animalesche. Dopo essere stato sconfitto una prima volta da Spider-Man, Kraven si unirà ai Nuovi Sinistri Sei, ma verrà sconfitto nuovamente.
- L'incarnazione di Kraven in Ultimate Spider-Man del 2012 (doppiata da Diedrich Bader in originale[14]) utilizza versioni high-tech di armi da caccia tradizionali e manufatti mistici che ha raccolto dai suoi viaggi. Inoltre è l'assassino di Hector Ayala, padre di Ava Alaya/White Tiger (una dei co-protagonisti delle prime stagioni) diventandone così l'arcinemesi[19]. Nel corso della serie, Kraven si unisce a tre incarnazioni dei Sinistri Sei (oltre a legarsi brevemente con il simbionte Venom) combattendo varie volte Spider-Man e gli altri giovani eroi allievi dello S.H.I.E.L.D.
- Nella serie Spider-Man del 2017, Kraven (doppiato in originale da Troy Baker[14]) è caratterizzato dall'aver un aspetto più simile a quello di Alyosha Kravinoff e un braccio meccanico. Come nell'universo Ultimate, il personaggio è il conduttore di un proprio programma televisivo intitolato Kraven's Amazing Hunt.
  - Una versione di Kraven basata su quella della serie Spider-Man del 2017 (sempre doppiata da Baker[14]) appare come antagonista principale anche nell'episodio T'Challa Royale della quarta stagione della serie Avangers: Black Panther Quest (quinta stagione della serie Avangers: Assemble).

### Videogiochi
Il personaggio è apparso in molteplici videogiochi nel corso degli anni. Ecco la lista completa:
- Spider-Man (2000 - Game Boy Color, PlayStation, Nintendo 64, Dreamcast, Mac, Pc)
- Spider-Man 2: The Sinister Six (2001 - Game Boy Color)
- Spider-Man: The Movie (2002 - Pc, PlayStation 2, Xbox, GameCube)
- Ultimate Spider-Man (2005 - GameCube, PlayStation 2, Pc, Xbox, Game Boy Advance, Nintendo DS, telefono cellulare)
- Spider-Man 3 (2007 - Pc, Wii, PlayStation 2, PlayStation 3, Game Boy Advance, PSP, Xbox 360, televisione, telefono cellulare, Nintendo DS)
- Spider-Man: Il regno delle ombre (2008 - Pc, Wii, Xbox 360, PlayStation 2, PlayStation 3, PSP, Nintendo DS)
- Spider-Man: Shattered Dimensions (2010 - Wii, Xbox 360, PlayStation 3, Nintendo DS)
- The Amazing Spider-Man 2 (2014 - PlayStation 3, Xbox 360, Microsoft Windows, Nintendo 3DS, PlayStation 4, Wii U, Xbox One, iOS, Android)
- Spider-Man 2 (2023 - PlayStation 5)